# Munkebo
Munkebo es una localidad danesa en la isla de Fionia. Pertenece al municipio de Kerteminde y a la región de Dinamarca Meridional. En 2013 tenía una población de 5660 habitantes.
Se ubica en el norte de la isla, en un istmo entre el fiordo de Kerteminde y el fiordo de Odense, a 8 kilómetros de Kerteminde y a 14 de Odense.

## Historia
El nombre deriva de Munkæboth y Munkæbothæ, como era llamada la localidad en el siglo XIII, y significa "casa de monjes". Se refiere a que el lugar fue fundado por monjes del monasterio de San Canuto de Odense como sitio de pesca junto al fiordo de Kerteminde. Perteneció a los religiosos hasta 1536, cuando llegó la reforma protestante.
Desde la década de 1950 la pequeña localidad rural experimentó un gran cambio con el establecimiento del astillero Lindøværft, perteneciente a la compañía A.P. Møller-Mærsk, la mayor empresa de Fionia. De unos mil habitantes en 1955 pasó a 5000 en 1965. El astillero fue cerrado definitivamente en 2012 y en su lugar se levantó un parque industrial.
Munkebo es una localidad muy influida por el antiguo astillero: tiene un trazado planeado y más de mil viviendas que fueron construidas por la compañía, tanto multifamiliares como unifamiliares. A principios del siglo XXI toda la localidad fue designada como patrimonio cultural industrial por el Gobierno de Dinamarca.
La zona vieja se encuentra en el centro de la localidad, junto al fiordo de Kerteminde y en torno a la iglesia, un pequeño templo del siglo XIII.